# Саламейский алькальд
«Саламейский алькальд» (исп. El alcalde de Zalamea) — драма испанского драматурга Педро Кальдерона, написанная примерно в 1645 году, впервые опубликованная в 1651 году в сборнике «Лучшие из лучших новых комедий». Её сюжет основан на реальном происшествии в Эстремадуре в 1580 году, а также на одной из новелл Мазуччо и на одноимённой драме Лопе де Веги.

## Сюжет
Действие пьесы происходит в 1580 году в селении Саламея-де-ла-Серена в Эстремадуре. Капитан дон Альваро де Атайде насилует Исабель, дочь местного жителя Педро Креспо. Последний почти одновременно узнаёт об этом преступлении и о своём избрании алькальдом. Он просит капитана жениться, чтобы смыть бесчестье, а получив отказ, приказывает арестовать и казнить преступника. Это становится началом большого восстания. Однако в критический момент появляется король Филипп II, который признаёт, что казнь была законной, и наступает мир.

## Восприятие
Литературовед Н. Балашов причислял «Саламейского алькальда» к «одной из самых ярких», наряду с «Фуэнте Овехуной» де Веги и «Ткачом из Сеговии» Аларкона, «народно-революционных драм Золотого века, показывающей связь истинного патриотизма с народно-освободительной борьбой».

## Экранизации
- Саламейский алькальд (1920, Германия, режиссёр — Людвиг Бергер);
- Саламейский алькальд (1953, Испания, режиссёры — Фернандо Рей и Альфредо Майо);
- Саламейский алькальд (1956, ГДР, режиссёр — Мартин Хелльберг);
- Саламейский алькальд (1968, ФРГ, режиссёр — Людвиг Освальд Дёпке);
- Легенда о саламейском алькальде (1972, Испания, режиссёр — Марио Камус).